# 京都府道121号丹波橋停車場線
京都府道121号丹波橋停車場線（きょうとふどう121ごう たんばばしていしゃじょうせん）は、京都府京都市伏見区を通る一般府道である。

## 概要
京都市伏見区京町北七丁目1番地の4地先（京阪本線丹波橋駅北側）から同町（京町北七丁目）1番地の6地先（京町通）に至る延長37.4メートルの一般府道である。
京都市伏見区内の東西の通りである丹波橋通の一部である。道路は自動車が東行き一方通行となっている。
丹波橋通が国道24号と交差しているにもかかわらず、府道区間の指定が京町通から丹波橋駅前までなのは、1972年（昭和47年）3月26日までは師団街道・京町通にかけてが国道24号であり、1959年（昭和34年）府道指定当時、現在の国道24号である伏見バイパスが開通しておらず、国道・府道ではなかったことの名残である 。また当時は、奈良電気鉄道（現在の近畿日本鉄道）が京阪丹波橋駅に乗り入れており、現在の近鉄丹波橋駅の場所は使われていなかった。

### 路線データ
- 延長：37.4 m
- 起点：伏見区京町北七丁目1番地の4地先 （京阪本線 丹波橋駅前）
- 終点：伏見区京町北七丁目1番地の6地先 （京都府道35号大津淀線交点）
- 認定年月日：1959年（昭和34年）12月18日[1]

1994年（平成6年）4月1日の再編以前の路線番号は32であった。

## 地理

### 通過する自治体
- 京都市（伏見区）

### 交差する道路
| 交差する道路              | 交差する場所       | 交差する場所 |
| ------------------------- | ------------------ | ------------ |
| 府道35号大津淀線 / 京町通 | 伏見区京町北七丁目 | 終点         |

### 沿線
- 京阪本線 丹波橋駅